# 山茶花究
山茶花 究（さざんか きゅう、本名：末廣 峰夫（すえひろ みねお）、1914年4月1日 - 1971年3月4日）は、日本の俳優、芸人。

## 人物と生涯
大阪府大阪市出身。生家は船場でも指折りの米問屋だったが、米騒動のあおりを受けて廃業する。兵庫県立神戸工業学校の建築科に入り、建築会社への就職が決まっていたが、実兄が東京で画家の修行をしていたことから、自らも画家の道が捨てきれず、卒業試験をすっぽかして単身東京へ行く。この頃、社会主義思想に傾倒し、特高にも目をつけられ、尾行を巻いているうちに浅草のレビュー小屋に潜り込んで、そのまま文芸部員としてレビューの台本を書いたり、また歌手として舞台で歌ったりして生計を立てるようになる。
1932年11月にカジノ・フォーリーで歌手としてデビュー。1933年1月に浅草オペラ館の俳優となる。その後エノケン劇団、万盛座のグラン・テッカール、「吉本ショウ」などを転々とする。当時は笠井峰と名乗っていた。のち大阪に戻り、いくつかの舞台に立つが、芽が出ずに俳優を辞めて朝鮮に行き、実業につく。1937年8月、東宝のロッパ一座に入り役者に復帰。このとき一緒に入ってきた森繁久彌と出会う。ここで芸名を加川久と名乗る。
1939年3月、当時ヴォードヴィルグループ「あきれたぼういず」が絶大な人気を得ていたが、リーダーの川田義雄を残して、坊屋三郎、益田喜頓、芝利英の3人が吉本興業から松竹系の新興キネマ演芸部に引き抜かれた。このとき、川田の代役として加川久が選ばれ、山茶花究と芸名を変更してグループに参加し、第2次あきれたぼういずが結成される。1943年に解散、森川信の新青年座に副座長で入り、1944年に山茶花究劇団を組織して巡業するが、戦況の悪化により解散する。その後、水の江滝子主催の劇団たんぽぽに加わり、終戦を迎える。
敗戦直後の1945年10月に再び劇団を立ち上げるが、すぐに解散。1946年に坊屋三郎、益田喜頓と「あきれたぼういず」を再結成。1952年に解散後は、喜劇役者として舞台や映画で活躍。ラジオのジャズ番組の司会などをしていたところ、森繁久彌から誘われて映画『夫婦善哉』にふちなし眼鏡をかけたインテリの番頭役で出演、冷酷で神経質なキャラクターを嫌味たっぷりに演じ、性格俳優として飛躍。
『社長シリーズ』『駅前シリーズ』などの喜劇映画に多数出演する一方、黒澤明、川島雄三作品の常連俳優でもあった。エラの張ったギョロ目の風貌で、高利貸しやヤクザの親分など嫌味かつ個性的な役どころなど天下一品の味わいを出し、悪役も善玉もこなす性格俳優として、日本映画黄金期に140作品以上の作品に出演した。1961年に『女は二度生まれる』の演技でNHK助演男優賞を受賞。
また舞台でも活躍し、森繁劇団では番頭格として三木のり平と共に森繁の片腕として動く。喜劇畑出身の俳優だったが、実際は左翼思想に傾倒していただけに新劇志向だったという。1970年5月、森繁劇団の明治座公演で倒れ、酸素マスクをつけてまで舞台に立ったが、気管支拡張症で入院。肺結核と糖尿病に苦しみ、死の床に見舞いに来た森繁久弥に「繁ちゃん、いっしょに逝こう」という言葉を残し、翌1971年3月4日午前6時16分に心不全で息を引き取った。
芸名は、九九の「さざんがきゅう（3×3＝9）」に由来する。またいつもサインを求められると、「非情」とそえていた。

## 出演作品

### 映画
太字の題名はキネマ旬報ベストテンにランクインした作品
- 弥次喜多 大陸道中（1939年、松竹）
- 弥次喜多 怪談道中（1940年、松竹）
- ニコニコ大会 追ひつ追はれつ（1946年、松竹）
- 満月城の歌合戦（1946年、松竹） - 九筒三郎
- おスミの持参金（1947年、東宝） - 綱渡り
- 親馬鹿大将（1948年、大映） - 学生三人組
- 春爛漫狸祭（1948年、大映） - 河童河太郎
- 社長と女店員（1948年、松竹） - 楽器売り場店員
- 歌うまぼろし御殿（1949年、太泉映画）
- エノケン・笠置のお染久松（1949年、新東宝）
- エノケンの天一坊（1950年、東宝） - お茶売り平助
- 風雲児（1951年、東映） - 小屋主
- エノケンの石川五右衛門（1951年、新東宝） - 傀儡師
- 風流活殺剣（1952年、松竹） - 酒屋勝五郎
- ひよどり草紙（1952年、宝プロ） - 越中の薬売
- 天狗の源内（1953年、宝塚映画） - 巻田源内
- 悲剣乙女桜（1953年、宝塚映画） - 糀屋清兵衛
- 唄ごよみ おしどり若衆（1954年、東映） - 井の田平八
- 唄しぐれ おしどり若衆（1954年、東映） - 加賀爪陣内
- 八百屋お七 ふり袖月夜（1954年、東映） - 拓殖十太夫
- 歌ごよみ お夏清十郎（1954年、新芸プロ） - 人夫安吉
- 満月狸ばやし（1954年、東映） - 犬上典膳
- 大江戸千両囃子（1955年、東映） - 大垣主膳
- 越後獅子祭り やくざ若衆（1955年、東映） - 河童の河太郎
- あばれ纏千両肌（1955年、東映） - 古市弥十郎
- ふり袖侠艶録（1955年、東映） - 黒崎半兵衛
- たけくらべ（1955年、新芸術プロ） - 辰五郎
- 夫婦善哉（1955年、東宝） - 京一
- ふり袖小天狗（1955年、東映） - 盛岡屋重兵衛
- 唄祭り江戸っ子金さん捕物帖（1955年、新芸プロ） - 笹山左近
- 多羅尾伴内 戦慄の七仮面（1956年、東映） - 警部補塚田
- 銭形平次捕物控シリーズ（大映）
  - 銭形平次捕物控 死美人風呂（1956年） - 熊八
  - 銭形平次捕物控 まだら蛇（1957年） - 桂周庵
  - 銭形平次捕物控 女狐屋敷（1957年） - 桜川千孝
- 続二等兵物語 五里霧中の巻（1956年、松竹） - 北原伍長
- 真昼の暗黒（1956年、現代ぷろだくしょん） - 白木検事
- 鬼の居ぬ間（1956年、東宝） - 田島営業課長
- 祇園の姉妹（1956年、大映） - 岡西喜久一
- 若さま侍捕物帳 魔の死美人屋敷（1956年、東映） - 野ざらし伝三
- 弥次喜多道中（1956年、大映） - 細野久庵
- 夜の河（1956年、大映） - 篠田
- 不知火奉行（1956年、大映） - 春秋庵十風
- 猫と庄造と二人のをんな（1956年、東宝） - 添山
- あなた買います（1956年、松竹） - 古川太郎
- あばれ鳶（1956年、大映） - 家主久兵衛
- 大阪物語（1957年、東宝） - 河内屋
- 満員電車（1957年、大映） - 駱駝麦酒社長
- 刀傷未遂（1957年、大映） - 宗匠宗加
- 伴淳・森繁の糞尿譚（1957年、松竹） - 李聖学
- 南蛮寺の佝僂男（1957年、大映） - 風呂間伝兵衛
- 太夫さんより 女体は哀しく（1957年、宝塚映画） - ジープ主人
- 恋風道中（1957年、東映） - 喜助
- 鬼火駕篭（1957年、大映） - すがめの勘次
- 女殺油地獄（1957年、東宝） - 七左衛門
- 地上（1957年、大映） - 峯屋
- 暖流（1957年、大映） - 相良
- 続々大番（1957年、東宝） - 大将
- 旅笠道中（1958年、東映） - どろんの新助
- 弥次喜多道中記（1958年、東宝） - 鬼山玄蕃
- 巨人と玩具（1958年、大映） - 東隆蔵
- おこんの初恋 花嫁七変化（1958年、東映） - 庄屋
- 駅前シリーズ（東宝）
  - 駅前旅館（1958年） - カッパのボス株
  - 喜劇 駅前飯店（1962年） - 林寄根
  - 喜劇 駅前茶釜（1963年） - ヘアヤピンの三五郎
  - 喜劇 駅前女将（1964年） - 大沢鶴吉
  - 喜劇 駅前音頭（1964年） - 久作
  - 喜劇 駅前医院（1965年） - 竹三
  - 喜劇 駅前金融（1965年） - 山花久吉
  - 喜劇 駅前大学（1965年） - 山村支配人
  - 喜劇 駅前弁天（1966年） - 山本久三
  - 喜劇 駅前漫画（1966年） - 井矢見社長
  - 喜劇 駅前番頭（1966年） - 山本久造
  - 喜劇 駅前競馬（1966年） - 山本久造
  - 喜劇 駅前満貫（1967年） - 山本久造（ラーメン屋主人）
  - 喜劇 駅前学園（1967年） - 山本久三（学園事務長）
  - 喜劇 駅前探検（1967年） - 山根久太郎
  - 喜劇 駅前百年（1967年） - 山花久
  - 喜劇 駅前開運（1968年） - 花村久太郎
  - 喜劇 駅前火山（1968年） - 蒲生先生
- 女狐風呂（1958年、大映） - 竜山堂
- 共犯者（1958年、大映） - 岡本玄
- 野良猫（1958年 東宝（宝塚映画製作））
- 細雪（1959年、大映） - 貞之助
- 人間の條件 第1・2部（1959年、にんじんくらぶ） -　張
- 花のれん（1959年、東宝） - 織京の主人
- コタンの口笛（1959年、東宝） - 畑中金二
- 江戸遊民伝（1959年、松竹） - 北村大膳
- 社長シリーズ（東宝）
  - 続・社長太平記（1959年） - さくら商会大山
  - サラリーマン忠臣蔵（1960年） - 伴内耕一
  - 続サラリーマン忠臣蔵（1961年） - 伴内耕一
  - 社長道中記（1961年） - 小山田
  - 続・社長道中記（1961年） - 小山田
  - 社長行状記（1966年） - 小田中政之助
- 鍵（1959年、大映） - 古美術商
- まり子自叙伝 花咲く星座（1959年、東宝） - 日劇支配人
- 狐と狸（1959年、東宝） - 天中軒瓢右衛門
- 怪傑黒頭巾 爆発篇（1959年、東映） - まむしの権次
- 晴れ姿勢揃い 剣侠五人男（1959年、松竹） - 弥助
- 警視庁物語 深夜便一三〇列車（1960年、東映） - 準捜査本部の市川部長刑事
- 抱寝の長脇差（1960年、松竹） - 矢柄郡太夫
- 女が階段を上る時（1960年、東宝） - バーの持ち主
- 珍品堂主人（1960年、東宝）- 島々徳久
- 路傍の石（1960年、東宝） - 番頭忠助
- 青春残酷物語（1960年、松竹） - パッカードの紳士
- 悪い奴ほどよく眠る（1960年、東宝） - 大竜建設専務・金子
- がめつい奴（1960年、東宝） - 升金
- 白い肌と黄色い隊長（1960年、松竹） - 松下少佐
- がんばれ! 盤嶽 (1960年)
- 花のセールスマン 背広三四郎（1960年、東宝） - 岩井社長
- 用心棒（1961年、東宝） - 新田の丑寅
- 女は二度生まれる（1961年、大映） - 矢島堅造
- 悪名（1961年、大映） - 吉岡
- 続悪名（1961年、大映） - 吉岡
- 小早川家の秋（1961年、松竹） - 造り酒屋の番頭さん
- 飼育（1961年、大宝） - 塚田伝松
- しとやかな獣（1962年、大映） - 作家・吉沢駿太郎
- 殺陣師段平（1962年、大映） - 兵庫市
- 雁の寺（1962年、大映） - 藤本雪舟
- 夢で逢いましょ（1962年、東宝） - 甚兵衛
- 丹下左膳 乾雲坤竜の巻（1962年、東映） - 鈴川源十郎
- 忠臣蔵 花の巻・雪の巻（1962年、東宝） - 柳沢出羽守
- 空と海との結婚（1962年、松竹） - 黒眼鏡の男
- 天国と地獄（1963年、東宝） - 債権者A
- 夜の配当（1963年、大映） - 石神常務
- 赤い水（1963年、大映） - 野沢地方事務所長
- 白と黒（1963年、東宝） - 岩崎
- 喜劇 とんかつ一代 (1963年、東京映画)
- 台所太平記（1963年、東宝）- 薬屋・花村
- クレージー映画（東宝）
  - クレージー作戦 くたばれ!無責任（1963年） - 石黒専務
  - 日本一のホラ吹き男（1964年） - 大野総務部長
  - クレージーだよ 奇想天外（1966年） - 黒沼
  - 奇々怪々 俺は誰だ?!（1969年） - 若林剛
- 新・夫婦善哉（1963年、東宝） - 京一
- 天才詐欺師物語 狸の花道（1964年、東宝） - 貝原新作
- 黒の挑戦者（1964年、大映） - 板津部長刑事
- 鉄火場破り（1964年、日活） - カミソリの竜
- 乾いた花（1964年、松竹） - 今井
- 甘い汗（1964年、東宝） - 金子
- 卍（1964年、大映） - 校長
- 肉体の盛装（1964年、東映） - 伊勢浜
- 兵隊やくざ（1965年、大映） - 桃中軒梅竜
- 喜劇 各駅停車（1965年、東宝） - 菊岡
- とべない沈黙（1966年、日本映画新社） - 老人
- 何処へ（1966年、東宝） - 田島教頭
- 坊ちゃん社員 青春は俺のものだ!（1967年、東宝） - 石山所長
- 愛のきずな（1969年、東宝） - 葉室

### テレビドラマ
- 松本清張シリーズ・黒い断層 第47回「白い闇」（1961年、TBS） - 白木淳三
- シャープ火曜劇場「殺陣師段平」（1962年、フジテレビ）
- 松本清張シリーズ / いびき（1965年、関西テレビ）
- 新・三等重役（1966年、日本テレビ）
- 泣いてたまるか（TBS）
  - 第9話「おお独身くん!」（1966年）
  - 第25話「お家が欲しいの」（1966年）
  - 第68話「吹けよ春風」（1968年）
- 青春とはなんだ（1965年、日本テレビ）
- これが青春だ（1966年、日本テレビ）
- 空ゆく雲（1967年1月3日、NHK）

### 舞台
- マイ・フェア・レディ

## 関連人物
- 獅子文六（4×4=16）
- 八波むと志（8×8=64）
- 三五十五（3×5=15）